# Paolo Napoletano
Paolo Napoletano (Penne, 4 februari 2002) is een Italiaans voetballer die in het seizoen 2021/22 door Parma Calcio 1913 aan Excelsior Virton wordt uitgeleend.

## Carrière
Napoletano maakte in 2019 de overstap van de jeugdopleiding van Delfino Pescara 1936 naar die van Parma Calcio 1913, dat hem eerst huurde en daarna definitief overnam van Pescara. Parma betaalde één miljoen euro voor Napoletano. Napoletano speelde twee seizoenen voor de U19 van de club in de Primavera 2a.
In augustus 2021 werd hij voor één seizoen uitgeleend aan de Belgische tweedeklasser Excelsior Virton. De club, die een jaar geen wedstrijden met inzet had gespeeld vanwege de stopzetting van de amateurreeksen door de coronapandemie, was op dat moment nog een bouwwerf: enkele weken voor zijn komst had de club amper twee spelers onder contract staan. Op 15 augustus 2021 maakte hij zijn officiële debuut voor de club: op de openingsspeeldag van de Proximus League mocht hij tegen KVC Westerlo (0-2-verlies) in de 87e minuut invallen voor Herdi Bukusu.
2 Vinck ·
3 Rizzo ·
4 Doué ·
5 Hamzaoui ·
7 Bukusu ·
8 Sadin  ·
9 Sula ·
10 Pinga ·
11 Ahlinvi ·
14 Guillaume ·
17 Allach ·
18 Mouaddib ·
20 Napoletano ·
21 Aabbou ·
23 Martin ·
24 Hery ·
26 Awassi ·
28 Droehnle ·
Masangu ·
Coach: Grégoire